# Flamenco kytara

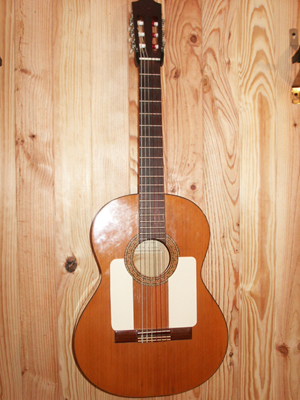

Flamenco kytara je kytara určená pro Flamenco. Je o něco menší než klasická kytara, čímž má „jasnější“ a „údernější“ zvuk. Dalším rozdílem je i jiná hlava s ladícím mechanismem a struny jsou nad hmatníkem nataženy níž. Obvykle se vyrábí ze španělského cypřiše a smrku.